# Női röplabdatorna a 2011. évi nyári európai ifjúsági olimpiai fesztiválon
A 2011. évi nyári európai ifjúsági olimpiai fesztiválon a női röplabda mérkőzéseket július 25. és július 29. között rendezték Trabzonban.

## Érmesek
| A 2011. évi nyári európai ifjúsági olimpiai fesztivál érmesei női röplabdában | A 2011. évi nyári európai ifjúsági olimpiai fesztivál érmesei női röplabdában | A 2011. évi nyári európai ifjúsági olimpiai fesztivál érmesei női röplabdában | A 2011. évi nyári európai ifjúsági olimpiai fesztivál érmesei női röplabdában |
| --- | --- | --- | ----------------------------------------------------------------------------- |
| Arany | Ezüst | Bronz |                                                                               |
| Olaszország · Elena Perinelli · Ilaria Maruotti · Chiara Scacchetti · Myriam Fatime Sylla · Cristina Chirichella · Laura Melandri · Giulia Carraro · Eleonora Bruno · Monica Gobbi · Lodovica Torrini · Alessia Fiesoli · Eleonora Furlan | Szerbia · Katarina Canak · Nevena Dzamic · Milica Kubura · Natasa Cikiriz · Nikolina Lukic · Sladjana Mirkovic · Katarina Raicevic · Nada Mitrovic · Jelena Lazic · Maja Simic · Katarina Simic · Aleksandra Stepanovic | Törökország · Damla Cakiroglu · Cagla Akin · Kubra Akman · Seyma Ercan · Ceylan Arisan · Ece Hocaoglu · Buket Yilmaz · Asli Kalac · Sabriye Gonulkirmaz · Ecem Alici · Cemre Kuzuoglu · Dilara Bagci |                                                                               |

## Csoportkör

### A csoport
|               |      | Mérkőzések | Mérkőzések | Szettek | Szettek | Szettek | Pontok | Pontok | Pontok |
| Csapat        | Pont | Gy         | V          | Sz+     | Sz–     | SzA     | P+     | P–     | PA     |
| ------------- | ---- | ---------- | ---------- | ------- | ------- | ------- | ------ | ------ | ------ |
| Törökország   | 9    | 3          | 0          | 9       | 1       | 9       | 242    | 164    | 1,47   |
| Lengyelország | 6    | 2          | 1          | 7       | 3       | 2,33    | 228    | 211    | 1,08   |
| Szlovákia     | 3    | 1          | 2          | 3       | 6       | 0,5     | 169    | 209    | 0,80   |
| Belgium       | 0    | 0          | 3          | 0       | 9       | 0       | 172    | 227    | 0,75   |

| 2011. július 25. 11:00 | Törökország                       | 3–0 | Belgium | Trabzon, Arsin Sports Hall Játékvezető: Daniele Rapisarda (ITA) |
| 2011. július 25. 11:00 | (25–14, 25–20, 25–11) Jegyzőkönyv |     |         | Trabzon, Arsin Sports Hall Játékvezető: Daniele Rapisarda (ITA) |

| 2013. július 25. 16:00 | Lengyelország                     | 3–0 | Szlovákia | Trabzon, Arsin Sports Hall Játékvezető: Alexandros Milonakis (GRE) |
| 2013. július 25. 16:00 | (25–20, 25–16, 15–15) Jegyzőkönyv |     |           | Trabzon, Arsin Sports Hall Játékvezető: Alexandros Milonakis (GRE) |

| 2011. július 26. 11:00 | Belgium                           | 0–3 | Szlovákia | Trabzon, Arsin Sports Hall Játékvezető: Rogic Dejan (SRB) |
| 2011. július 26. 11:00 | (23–25, 23–25, 13–25) Jegyzőkönyv |     |           | Trabzon, Arsin Sports Hall Játékvezető: Rogic Dejan (SRB) |

| 2011. július 26. 17:00 | Törökország                             | 3–1 | Lengyelország | Trabzon, Arsin Sports Hall Játékvezető: David Gril (SLO) |
| 2011. július 26. 17:00 | (25–20, 17–25, 25–9, 25–22) Jegyzőkönyv |     |               | Trabzon, Arsin Sports Hall Játékvezető: David Gril (SLO) |

| 2011. július 27. 11:00 | Belgium                           | 0–3 | Lengyelország | Trabzon, Arsin Sports Hall Játékvezető: Daniele Rapisarda (ITA) |
| 2011. július 27. 11:00 | (22–25, 25–27, 21–25) Jegyzőkönyv |     |               | Trabzon, Arsin Sports Hall Játékvezető: Daniele Rapisarda (ITA) |

| 2011. július 27. 16:00 | Szlovákia                        | 0–3 | Törökország | Trabzon, Arsin Sports Hall Játékvezető: Alexandros Milonakis (GRE) |
| 2011. július 27. 16:00 | (14–25, 21–25, 8–25) Jegyzőkönyv |     |             | Trabzon, Arsin Sports Hall Játékvezető: Alexandros Milonakis (GRE) |

### B csoport
|             |      | Mérkőzések | Mérkőzések | Szettek | Szettek | Szettek | Pontok | Pontok | Pontok |
| Csapat      | Pont | Gy         | V          | Sz+     | Sz–     | SzA     | P+     | P–     | PA     |
| ----------- | ---- | ---------- | ---------- | ------- | ------- | ------- | ------ | ------ | ------ |
| Olaszország | 8    | 3          | 0          | 9       | 3       | 3       | 278    | 214    | 1,29   |
| Szerbia     | 7    | 2          | 1          | 8       | 5       | 1,6     | 293    | 248    | 1,18   |
| Görögország | 3    | 1          | 2          | 4       | 7       | 0,57    | 213    | 263    | 0,80   |
| Szlovénia   | 0    | 0          | 3          | 3       | 9       | 0,33    | 228    | 287    | 0,79   |

| 2011. július 25. 13:00 | Olaszország                             | 3–1 | Szlovénia | Trabzon, Arsin Sports Hall Játékvezető: Nurper Özbar (TUR) |
| 2011. július 25. 13:00 | (20–25, 25–23, 26–9, 26–11) Jegyzőkönyv |     |           | Trabzon, Arsin Sports Hall Játékvezető: Nurper Özbar (TUR) |

| 2011. július 25. 18:00 | Szerbia                                  | 3–1 | Görögország | Trabzon, Arsin Sports Hall Játékvezető: M.Catherine Boulanger (BEL) |
| 2011. július 25. 18:00 | (25–16, 22–25, 25–15, 25–15) Jegyzőkönyv |     |             | Trabzon, Arsin Sports Hall Játékvezető: M.Catherine Boulanger (BEL) |

| 2011. július 26. 14:00 | Szlovénia                                | 1–3 | Görögország | Trabzon, Arsin Sports Hall Játékvezető: Marcin Piotr Herbik (POL) |
| 2011. július 26. 14:00 | (21–25, 25–17, 24–26, 21–25) Jegyzőkönyv |     |             | Trabzon, Arsin Sports Hall Játékvezető: Marcin Piotr Herbik (POL) |

| 2011. július 26. 19:00 | Olaszország                                    | 3–2 | Szerbia | Trabzon, Arsin Sports Hall Játékvezető: Igor Porvaznik (SVK) |
| 2011. július 26. 19:00 | (25–19, 25–20, 23–25, 20–25, 15–8) Jegyzőkönyv |     |         | Trabzon, Arsin Sports Hall Játékvezető: Igor Porvaznik (SVK) |

| 2011. július 27. 13:00 | Szlovénia                                | 1–3 | Szerbia | Trabzon, Arsin Sports Hall Játékvezető: Nurper Özbar (TUR) |
| 2011. július 27. 13:00 | (16–25, 26–24, 14–25, 13–25) Jegyzőkönyv |     |         | Trabzon, Arsin Sports Hall Játékvezető: Nurper Özbar (TUR) |

| 2011. július 27. 18:00 | Görögország                       | 0–3 | Olaszország | Trabzon, Arsin Sports Hall Játékvezető: M.Catherine Boulanger (BEL) |
| 2011. július 27. 18:00 | (18–25, 15–25, 16–25) Jegyzőkönyv |     |             | Trabzon, Arsin Sports Hall Játékvezető: M.Catherine Boulanger (BEL) |

## Az 5–8. helyért
| 2011. július 28. 11:00 | Szlovákia                         | 0–3 | Szlovénia | Trabzon, Arsin Sports Hall Játékvezető: Rogic Dejan (SRB) |
| 2011. július 28. 11:00 | (21–25, 13–25, 23–25) Jegyzőkönyv |     |           | Trabzon, Arsin Sports Hall Játékvezető: Rogic Dejan (SRB) |

| 2011. július 28. 13:00 | Belgium                           | 3–0 | Görögország | Trabzon, Arsin Sports Hall Játékvezető: Marcin Herbik (POL) |
| 2011. július 28. 13:00 | (25–19, 25–23, 25–18) Jegyzőkönyv |     |             | Trabzon, Arsin Sports Hall Játékvezető: Marcin Herbik (POL) |

### A 7. helyért
| 2011. július 29. 9:00 | Szlovákia                                | 1–3 | Görögország | Trabzon, Arsin Sports Hall Játékvezető: David Gril (SLO) |
| 2011. július 29. 9:00 | (24–26, 18–25, 25–16, 19–25) Jegyzőkönyv |     |             | Trabzon, Arsin Sports Hall Játékvezető: David Gril (SLO) |

### Az 5. helyért
| 2011. július 29. 11:30 | Szlovénia                                      | 3–2 | Belgium | Trabzon, Arsin Sports Hall Játékvezető: Igor Porvaznik (SVK) |
| 2011. július 29. 11:30 | (25–21, 20–25, 27–25, 23–25, 15–8) Jegyzőkönyv |     |         | Trabzon, Arsin Sports Hall Játékvezető: Igor Porvaznik (SVK) |

## Elődöntők
| 2011. július 28. 16:00 | Törökország                                     | 2–3 | Szerbia | Trabzon, Arsin Sports Hall Játékvezető: Igor Porvaznik (SVK) |
| 2011. július 28. 16:00 | (25–22, 25–22, 24–26, 21–25, 13–15) Jegyzőkönyv |     |         | Trabzon, Arsin Sports Hall Játékvezető: Igor Porvaznik (SVK) |

| 2011. július 28. 19:00 | Olaszország                              | 3–1 | Lengyelország | Trabzon, Arsin Sports Hall Játékvezető: David Gril (SLO) |
| 2011. július 28. 19:00 | (25–18, 25–27, 25–21, 25–17) Jegyzőkönyv |     |               | Trabzon, Arsin Sports Hall Játékvezető: David Gril (SLO) |

## Bronzmérkőzés
| 2011. július 29. 14:15 | Lengyelország                     | 0–3 | Törökország | Trabzon, Arsin Sports Hall Játékvezető: Daniele Rapisarda (ITA) |
| 2011. július 29. 14:15 | (12–25, 20–25, 15–25) Jegyzőkönyv |     |             | Trabzon, Arsin Sports Hall Játékvezető: Daniele Rapisarda (ITA) |

## Döntő
| 2011. július 29. 16:00 | Szerbia                                  | 1–3 | Olaszország | Trabzon, Arsin Sports Hall Játékvezető: Marcin Herbik (POL) |
| 2011. július 29. 16:00 | (18–25, 25–17, 14–25, 27–29) Jegyzőkönyv |     |             | Trabzon, Arsin Sports Hall Játékvezető: Marcin Herbik (POL) |

## Végeredmény
| Arany | Olaszország   | 15 | 5 | 0 | 474 | 381 | 1,24 | 15 | 5  | 3    |  |  |  |  |
| Ezüst | Szerbia       | 9  | 3 | 2 | 487 | 452 | 1,07 | 12 | 10 | 1,2  |  |  |  |  |
| Bronz | Törökország   | 13 | 4 | 1 | 425 | 321 | 1,32 | 14 | 4  | 3,5  |  |  |  |  |
| 4.    | Lengyelország | 6  | 2 | 3 | 358 | 386 | 0,92 | 8  | 9  | 0,88 |  |  |  |  |
|       |               |    |   |   |     |     |      |    |    |      |  |  |  |  |
| 5.    | Szlovénia     | 5  | 2 | 3 | 413 | 448 | 0,92 | 9  | 11 | 0,81 |  |  |  |  |
| 6.    | Belgium       | 4  | 1 | 4 | 351 | 397 | 0,88 | 5  | 12 | 0,41 |  |  |  |  |
| 7.    | Görögország   | 6  | 2 | 3 | 365 | 424 | 0,86 | 7  | 11 | 0,63 |  |  |  |  |
| 8.    | Szlovákia     | 3  | 1 | 4 | 312 | 376 | 0,82 | 4  | 12 | 0,33 |  |  |  |  |